# Game Over Club
A Game Over Club Géczy Dávid első nagyjátékfilmjének készült, amelyet 2018-ban forgattak, és a következő év őszén került volna a mozikba, azonban a tervezett bemutató elmaradt, majd a Covid19-pandémia (2020–2021) is közbeszólt, 2022–2023-ra pedig a rendező elnyerte a Kőrösi Csoma Sándor Program ösztöndíját, ezért nem lehet tudni, mikor kerülhet rá sor. Később nem volt közlemény arról, hogy miért nem került a film a közönség elé, vagy tervezik-e még valamikor forgalmazni.
A film középpontjában egy Facebook-esemény kapcsán összetalálkozó öngyilkos klub tagjai és a velük, bennük zajló történések állnak. Az alkotók fekete humorral, drámával, mikrorealista rezdülésekkel fűszerezett szatirikus, groteszk filmvígjátéknak készítették.

## Történet
A fekete komédia egy olyan estéről szól, ahol hat öngyilkosjelölt találkozik. A török dürümárus, a randifüggő kozmetikus, a sikkasztó futballedző, a diákjába szerelmes magyartanár, a nyugdíjazott taxisofőr és az életunt rendőr – bár társadalmilag is szélsőségesen más karakterek, közös pont, hogy mindannyian öngyilkosok akarnak lenni, bármi áron.

## Szereplők
- Földes Eszter: bipoláris zavarral küzdő, randifüggő kozmetikus
- Kamarás Iván: sikkasztás miatt bajban levő fociedző
- Thuróczy Szabolcs: a tanítványába beleszeretett magyartanár
- Kálloy Molnár Péter: terhelt, frissen kinevezett nyomozó
- Nagypál Gábor: török származású, 17 éve Magyarországon élő dürüm árus
- Szabó Győző: Darwin-díj mániás bányász
- Végh Péter: felügyelő
- Reviczky Gábor: nyugdíjazott taxisofőr

továbbá:
- Varga Tamás és Habodász István: villanyszerelők[4]
- Szerényi Gábor[5]

## Háttér
A neves színészgárda összeszervezése miatt a filmet rendkívül feszített tempóban, kevesebb mint 30 nap alatt vette fel a stáb.
A film beltéri helyszínéül – központban a szobákkal, de emellett a szennyes ledobótól a liftaknán és a konyhán át a bálteremig – a használaton kívüli Rác gyógyfürdő szolgált; ami a forgatás idején egy „szellemszálloda” volt, ahol még sosem szálltak meg vendégek, így bár a nyári turisztikai főszezonban dolgoztak ott, mégis zavartalanul vehették fel a jeleneteket. Az épület külseje nem látható a felvételeken, a belső terekben ugyanakkor majdnem minden filmhelyszínt megtaláltak, így azokat 90 százalékban ki tudták használni.
Lovasi András 2019-ben megjelent második szólólemezének – Tűzijáték délben – nyitó, Nem kell című „derűs elmúlás” dala a filmhez készült. Érdekessége, hogy a végén felhangzó csecsemőgügyögés az énekes fia, Lovasi Álmos Fülöp hangja.